# Dimos Dafni-Ymittos
Dimos Dafni-Ymittos (Dafni-Ymittos) är en kommun i Grekland.   Den ligger i prefekturen Nomarchía Athínas och regionen Attika, i den sydöstra delen av landet. Huvudstaden Aten ligger i Dimos Dafni-Ymittos. Antalet invånare är 33 628. Arean är 2,4 kvadratkilometer.
Terrängen i Dimos Dafni-Ymittos är platt.